# Benlettery
Benlettery (iriska: Binn Leitrí, engelska: Bendouglas, iriska: Binn Dúghlais) är ett berg i republiken Irland.   Det ligger i grevskapet County Galway och provinsen Connacht, i den västra delen av landet, 240 km väster om huvudstaden Dublin. Toppen på Benlettery är 577 meter över havet, eller 72 meter över den omgivande terrängen. Bredden vid basen är 0,46 km.
Terrängen runt Benlettery är kuperad åt nordost, men åt sydväst är den platt.Runt Benlettery är det mycket glesbefolkat, med 4 invånare per kvadratkilometer. Närmaste större samhälle är Clifden, 11,6 km väster om Benlettery. Trakten runt Benlettery består i huvudsak av gräsmarker.